# 329P/LINEAR-Catalina
La comète LINEAR-Catalina, officiellement 329P/LINEAR-Catalina, est une comète périodique du système solaire, découverte le 18 novembre 2003 par les programmes LINEAR et Catalina Sky Survey.